# The Divergent Series: Allegiant
The Divergent Series: Allegiant is een Amerikaanse sciencefictionfilm uit 2016, geregisseerd door Robert Schwentke. Het is een verfilming van het gelijknamige boek en is het vervolg op The Divergent Series: Insurgent.

## Verhaal
Evelyn is de nieuwe leider van Chicago, ze laat alle volgelingen van Jeanine verhoren en executeren. Ze verbiedt iedereen om de stad buiten te gaan. Toch weten Tris, Tobias en een paar anderen langs de beveiliging te komen en de muur rondom de stad over te steken. 
Even later merken ze dat de wereld buiten de muren een radioactieve vlakte is met hier en daar meren en vervallen gebouwen. Wanneer ze zich erdoor wagen komen ze een onzichtbare muur tegen die hen doorlaat, aan de andere kant wacht een leger hen op. Ze brengen hen naar een vervallen luchthaven en ze worden ontsmet (wegens de giftige radioactieve stoffen).
Daarna krijgen ze een filmpje te zien dat uitlegt hoe vroeger een bedrijf genetische modificatie uitvoerde op mensen om hun volgende generatie iets beter te maken, maar daar kwamen ook nadelen van. De slimmer en dapperder gemaakten werden te arrogant en wreed. De zelfverloochenden te zelfverloochenend. De oprechten te eerlijk en ten slotte, de vriendelijken te timide en vergevingsgezind. Er brak wat later een grote kernoorlog uit (de Zuiverheidsoorlog). Na de oorlog werd het Bureau van Genetisch Welzijn opgericht (de vereniging die hen opgenomen heeft). 
Daarna wordt Tris meteen gescheiden van de rest en naar het kantoor van David gebracht, de directeur. Hij gedraagt zich poeslief tegenover haar en vertelt alles over het experiment. Al gauw begint ze door te krijgen dat dit een apartheid is. De genetisch beschadigden (degenen die nog niet van de modificatie zijn genezen) worden door het bureau mishandeld. 
Ze krijgen ook te horen dat in hun stad een burgeroorlog aan het beginnen is. Een opstandelingengroep, genaamd de Loyalen willen het factiesysteem terug invoeren terwijl de factielozen het juist voor eeuwig en altijd willen stopzetten. David stuurt Peter (die samen met Tris en de anderen mee is gevlucht buiten de stad) terug naar Chicago om Evelyn over te halen de loyalen te besmetten met het geheugenserum dat het volledige geheugen van iemand kan wissen. Wat hij haar echter niet vertelt, is dat ze daarmee niet alleen het geheugen van de Loyalen maar van de hele stad wist. 
Tris verzet zich volledig tegen het bureau, keert met haar vrienden terug naar Chicago en weet het serum stop te zetten. Daarna zendt ze een boodschap uit over de hele stad over wat ze buiten de muur aantrof en laat ondertussen een kleine helikopter met explosieven naar de onzichtbare muur vliegen die vervolgens ontploft.

## Rolverdeling
| Acteur           | Personage             |
| ---------------- | --------------------- |
| Shailene Woodley | Beatrice "Tris" Prior |
| Theo James       | Tobias "Four" Eaton   |
| Zoë Kravitz      | Christina             |
| Maggie Q         | Tori                  |
| Miles Teller     | Peter                 |
| Ansel Elgort     | Caleb Prior           |
| Octavia Spencer  | Johanna Reyes         |
| Naomi Watts      | Evelyn Johnson        |
| Jeff Daniels     | David                 |
| Nadia Hilker     | Nita                  |
| Bill Skarsgård   | Matthew               |
| Jonny Weston     | Edgar                 |

## Productie
Begin 2014 besloot Lionsgate om de verfilming van het derde boek van de reeks op te splitsen in twee films. Oorspronkelijk zouden de titels van de twee delen van de verfilming van het boek Samensmelting, The Divergent Series: Allegiant - part 1 en The Divergent Series: Allegiant - part 2 heten. Later werden de namen gewijzigd in respectievelijk The Divergent Series: Allegiant en The Divergent Series: Ascendant.